# VR Sm4 sorozat

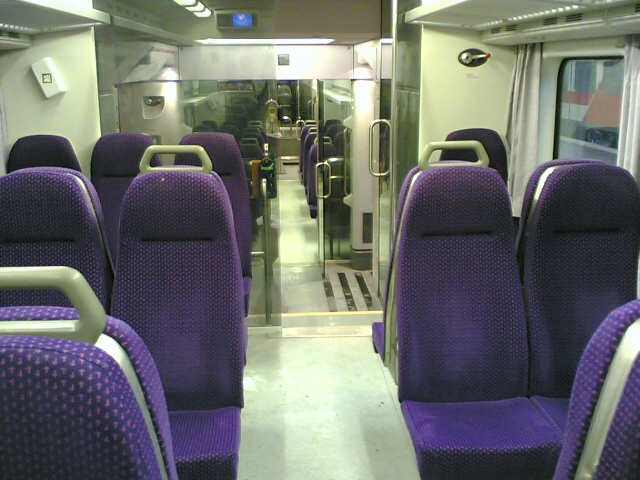
A motorvonat utastere

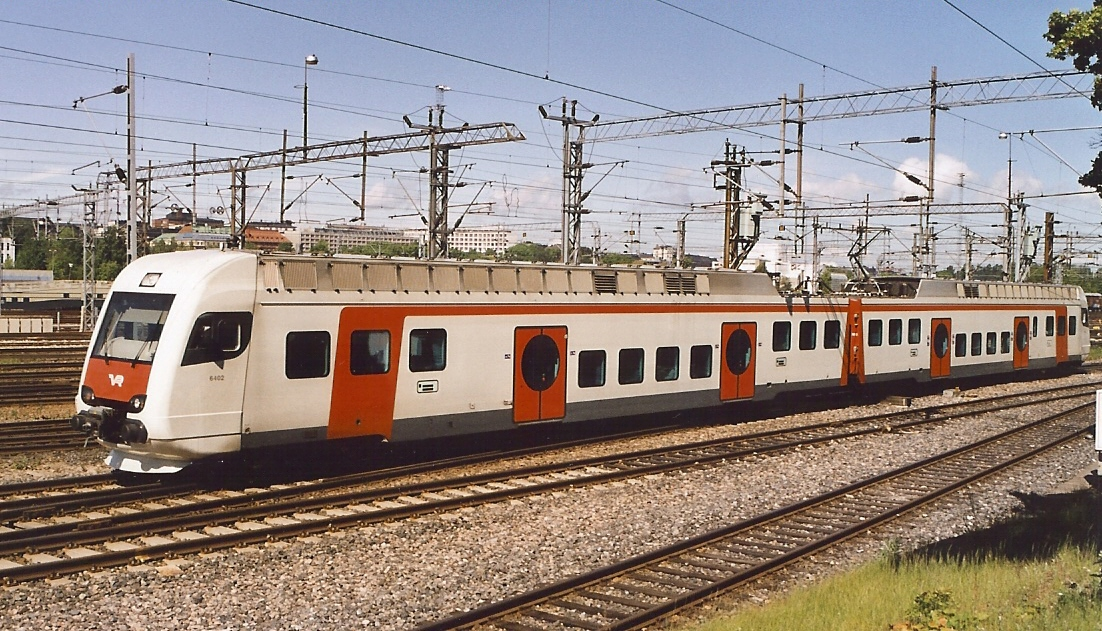
A motorvonat korábbi festése

A VR Sm4 sorozat egy finn villamosmotorvonat-sorozat. Összesen 30 darabot gyártott belőle 1999 és 2005 között a CAF, a Fiat Ferroviaria és az Alstom.